# Büssü
Büssü é um município da Hungria, situado no condado de Somogy. Tem 17,19 km² de área e sua população em 2019 foi estimada em 405 habitantes.